# Monument Kartuis

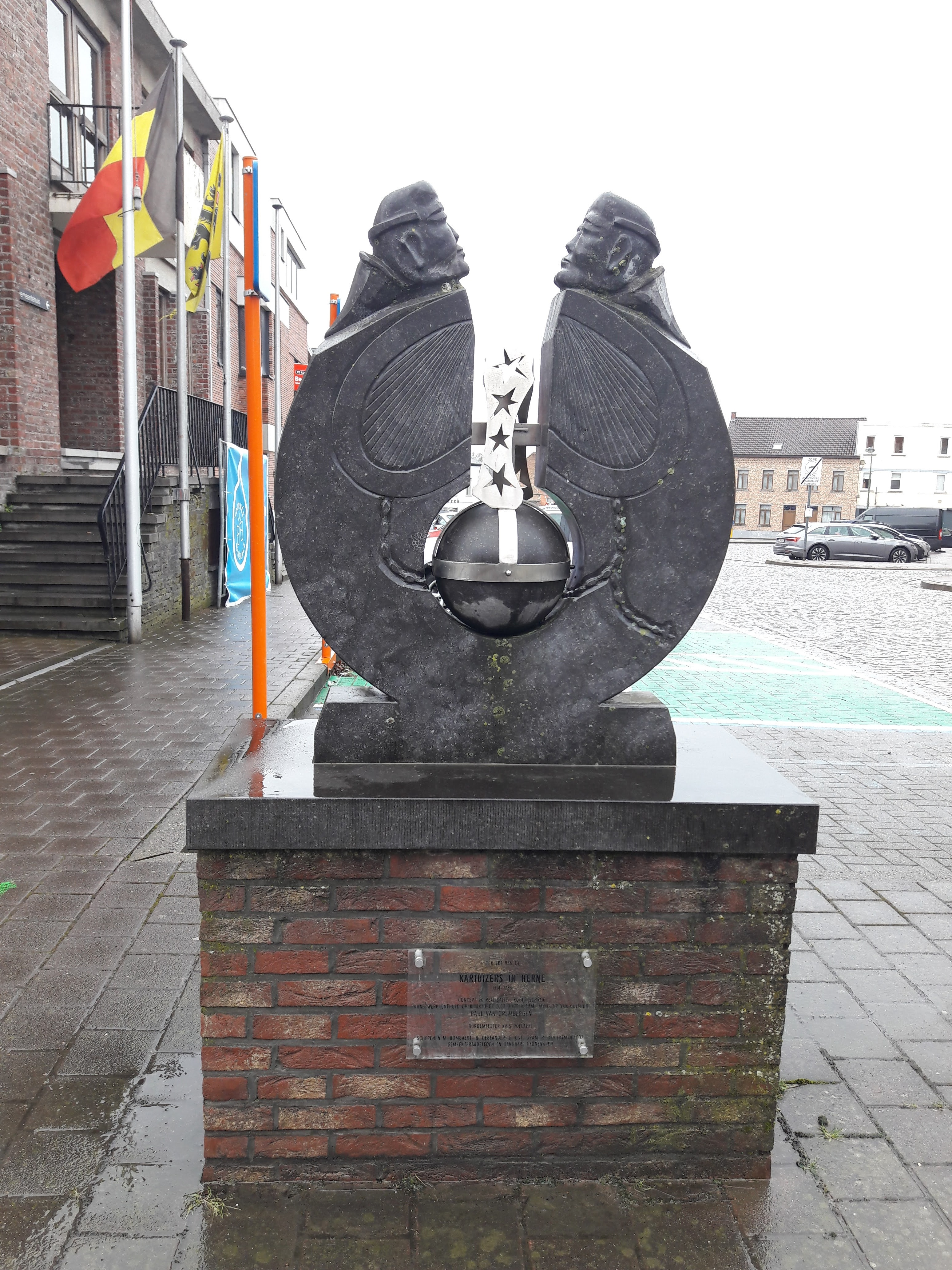
Monument Kartuis aan het gemeentehuis

Het beeld genaamd Monument Kartuis staat in het centrum van Herne voor het gemeentehuis.

## Ontstaansgeschiedenis
Dit werk van Roger Schrije kwam er in oktober 2003 omdat Urbain Deblander, de toenmalige schepen van cultuur, het belang van de kartuizers voor Herne wou benadrukken. Het was dat jaar ook 500 jaar geleden dat het hart van hertogin Margaretha van York in het toenmalige Kartuizerklooster van Herne werd begraven. 

## Het beeld
Het beeld stelt twee kartuizers voor, naar elkaar gericht en met tussenin een wereldbol. De gelaatsuitdrukkingen waren zeer belangrijk aangezien de kartuizers slechts uitzonderlijk mogen spreken met elkaar. De wereldbol verwijst naar het motto van de kartuizers: "Stat crux dum volvitur orbis" of "Hoewel de wereld maar ronddraait, blijft het kruis overeind". Deze wereldbol is omgeven door een metalen band waarin sterren zijn uitgewerkt. Deze sterren verwijzen naar de stichters van de Kartuizerorde, de heilige Bruno en zijn zes medegezellen.

## De kunstenaar
Roger Schrije is geboren in 1945 te Sint-Pieters-Kapelle en in 2015 overleden te Herne. Als kunstenaar heeft hij verschillende werken verwezenlijkt in Herne, zoals een beeld bij de doopvont te Sint-Pieters-Kapelle, de zonnewijzer in Kokejane, beelden van Maria in de Sint-Petrus-en Pauluskerk van Herne en restauraties van kapellen aan het Dominicanessenklooster. Hij was actief lid-kunstenaar van de plaatselijke cultuurkring Hernia. 